# Aenne Brauksiepe
Aenne Brauksiepe, née Engels le 23 février 1912 à Duisbourg et décédée le 1er janvier 1997 à Oelde, est une femme politique allemande, membre de l'Union chrétienne-démocrate d'Allemagne (CDU).
Vice-présidente de la CDU entre 1967 et 1969 et présidente de la Frauen Union de 1958 à 1971, elle est ministre fédérale de la Famille dans la dernière année de la grande coalition fédérale de Kurt Georg Kiesinger.

## Formation et vie professionnelle
Après avoir obtenu son Abitur en 1931, elle travaille comme designer dans le domaine des soins pour personnes handicapées entre 1932 et 1934. Cette année-là, après s'être vue refuser l'accès à des études supérieures par les autorités nazies à cause de l'appartenance de ses parents au Parti du centre, elle part en Écosse, puis aux Pays-Bas en 1937, pour y étudier la philologie. N'étant pas parvenue à entrer à l'université dans ces deux pays, elle revient en Allemagne en 1943.
Elle s'est alors engagée dans le monde associatif, devenant présidente de l'alliance internationale, sociale et politique de Saint-Jean et de l'association des femmes catholiques allemandes.

## Activité politique

### Les débuts
En 1945, elle adhère à l'Union chrétienne-démocrate d'Allemagne (CDU) et est élue membre du conseil municipal de Cologne. Elle y siège jusqu'en 1949, lorsqu'elle entre au Bundestag comme députée fédérale de Rhénanie-du-Nord-Westphalie, élue dans la circonscription Köln I avec 42 % des voix. Elle entre onze ans plus tard au comité directeur fédéral de la CDU.

### L'ascension
Elle est élue en 1958 présidente fédérale de la Frauen Union, organisation des femmes de la CDU/CSU, puis désignée en 1964 vice-présidente du groupe chrétien-démocrate au Bundestag. Deux ans plus tard, elle devient membre de la présidence fédérale de la CDU, dont elle est nommée vice-présidente fédérale en 1967.
Le 16 octobre 1968, deux semaines après la démission de Bruno Heck, Aenne Brauksiepe est choisie comme ministre fédérale de la Famille d'Allemagne de l'Ouest dans le gouvernement de grande coalition du chancelier Kurt Georg Kiesinger. Elle s'engage alors dans la promotion du travail à temps partiel pour les femmes et de l'école tout au long de la journée. Elle quitte le gouvernement le 21 octobre 1969, après la formation d'une coalition sociale-libérale, et abandonne en 1971 la présidence de la Frauen Union. Elle ne se représente pas aux élections de 1972 et se retire de la vie politique.